# Монте-ди-Мало
Монте-ди-Мало (итал. Monte di Malo) — коммуна в Италии, располагается в провинции Виченца области Венеция.
Население составляет 2699 человек, плотность населения составляет 117 чел./км². Занимает площадь 23 км². Почтовый индекс — 36030. Телефонный код — 0445.
Покровителем коммуны почитается святой Иосиф Обручник, празднование 19 марта.